# (2193) Jackson
(2193) Jackson és un asteroide pertanyent al cinturó d'asteroides, descobert el 18 de maig de 1926 per Harry Edwin Wood des de l'Observatori Unió, a Johannesburg, Sud-àfrica.
Inicialment va ser designat de manera provisional com 1926 KB. Va ser anomenat Jackson en honor de Cyril V. Jackson astrònom sud-africà.